# Carrot River 29A
Carrot River 29A är ett reservat i Kanada.   Det ligger i provinsen Saskatchewan, i den centrala delen av landet, 2 100 km väster om huvudstaden Ottawa. Carrot River 29A ligger vid sjöarna  Buffalohead Lake och Red Earth Lake.
I omgivningarna runt Carrot River 29A växer i huvudsak blandskog. Runt Carrot River 29A är det glesbefolkat, med 8 invånare per kvadratkilometer.